# مشروع تثقيف الناخبين
من عام 1962 إلى عام 1968، قام مشروع تثقيف الناخبين (VEP) بجمع وتوزيع أموال موقوفة على منظمات الحقوق المدنية لأعمال تسجيل وتثقيف الناخبين في جنوب الولايات المتحدة الأمريكية. وتم إقرار المشروع فيدراليًا من قِبل إدارة الرئيس كينيدي على أمل أن تقوم منظمات حركة الحقوق المدنية بتحويل تركيزها بعيدًا عن المظاهرات والاتجاه أكثر نحو دعم تسجيل الناخبين.

## معلومات تاريخية
بدءًا من عام 1960، أدى اندلاع نشاط حركة الحقوق المدنية والاعتصامات ومسيرات الحرية التي قادها الطلاب إلى خلق حالة من الحرج للعلاقات عامة والسياسة الخارجية لإدارة الرئيس كينيدي. وفي أوائل ستينيات القرن العشرين، كانت البلدان الأسيوية والإفريقية تتحرر من عقود من الحكم الاستعماري العنصري، وكانت الولايات المتحدة والاتحاد السوفيتي على حد سواء يتنافسان بشراسة في صراع الحرب الباردة بينهما من أجل دعم هذه الدول الجديدة. وأدى نشر الروايات الإخبارية والصور الفوتوغرافية والصور التلفزيونية للوحشية العنصرية وحرق الحافلات وقمع الشرطة للحقوق المدنية للسود إلى إضعاف جهود وزارة الخارجية لإقناع البلدان الأسيوية والإفريقية لمواءمة نفسها مع معسكر العالم الحر في العلاقات الدولية.

## التأسيس
مع اعتقادهم بأن طوفان الأخبار السلبية عن العلاقات العنصرية في أمريكا كان بسبب موجة الاحتجاجات الطلابية، حث أشقاء كينيدي قادة ومنظمات الحقوق المدنية على المشاركة في تسجيل الناخبين بدلاً من مظاهرات الضغط المباشر التي لا تتسم بالعنف. وبشكل غير رسمي، فقد تمكنوا من إقناع العديد من المؤسسات غير الربحية لتمويل أعمال تسجيل الناخبين في الجنوب. ووافقت مؤسسات Taconic وField وNew World وStern Family على المساهمة بمبالغ مالية كبيرة. ولجمع الأموال وإدارتها وتوزيعها، أنشأت الرابطة الوطنية لتحسين أوضاع المواطنين الملونين ومؤتمر المساواة بين الأعراق ومؤتمر القيادة المسيحية الجنوبية واللجنة الطلابية للتنسيق السلمي مشروع تثقيف الناخبين (VEP) برعاية منظمة المجلس الإقليمي الجنوبي (SRC) غير الربحية.

## الأنشطة
خلال الفترة من منتصف عام 1962 إلى نهاية عام 1964، وتحت إشراف وايلي برانتون، وزع مشروع تثقيف الناخبين حوالي 900000 دولار أمريكي (ما يعادل 5700000 دولار في عام 2006) على مجموعات الحقوق المدنية التي تقوم بتسجيل الناخبين في جنوب الولايات المتحدة. وخلال هذه الفترة، تمت إضافة حوالي 700000 ناخب جديد من الناخبين السود إلى القوائم، ومعظمهم من الولايات الواقعة في الوسط وأعلى الجنوب. ولكن في مواجهة مقاومة شرسة من السياسيين والمسؤولين البيض، تم تسجيل عدد قليل من السود في ولايات لويزيانا وميسيسيبي وألاباما وجورجيا وكارولينا الجنوبية التي تقع في عمق الجنوب. وبعد إقرار قانون حقوق التصويت عام 1965، حققت عملية التسجيل التي تتم بتمويل من مشروع تثقيف الناخبين نجاحًا في تسجيل أعداد كبيرة من الناخبين السود في الولايات التي تقع أقصى الجنوب.
واستمر مشروع تثقيف الناخبين في تمويل عملية تسجيل الناخبين وتثقيفهم في الجنوب حتى عام 1968 تحت الإدارة المتتابعة لكل من راندولف بلاكويل وفيرنون جوردان وجون لويس وإيد براون.

## الأثر
على الرغم من أن مشروع تثقيف الناخبين ساعد كثيرًا في تسجيل الناخبين، لا سيما في المناطق الريفية، إلا أن نتائج أعماله لم تدعم اعتقاد عائلة كينيدي بأن تحويل اهتمام منظمات الحقوق المدنية من الاحتجاجات إلى تسجيل الناخبين من شأنه أن يقلل الأخبار التي تشكل حرجًا للإدارة الأمريكية. وفي عمق جنوب الولايات المتحدة، تحولت مقاومة البيض للحقوق المدنية للسود إلى كونها أكثر عنفًا من معارضة دمج أماكن تناول الطعام ومحطات الحافلات. وبدلاً من التناقص، زادت الأخبار المتعلقة بقمع الشرطة ووحشيتها والتفجيرات والاغتيالات نظرًا لأن القادة السياسيين البيض، كلو كلوكس كلان، ومجالس المواطنين البيض استخدموا الاعتقالات والإرهاب والانتقام الاقتصادي لمنع السود من التصويت.

## وصلات خارجية
- Voter Education Project ~ Civil Rights Movement Veterans